# Катулевич Оксана Юріївна
Оксана Юріївна Катулевич (нар. 9 травня 1986) — колишня українська футболістка і футзалістка. П'ятиразова чемпіонка України, дворазова володарка Кубка України, дворазова бронзова призерка Кубка СНД, дворазова володарка Кубка світу серед клубних команд у складі «Ніки» (Полтава). Майстер спорту України з футзалу.

## Життєпис
Виросла у спортивній сім'ї: батько грав у хокей, дід був футбольним уболівальником, завдяки йому Оксана стала прихильницею київського «Динамо». Навчалася в школі № 4, ходила на баскетбол. Завдяки вчителю праці дізналася, що в місті є секція жіночого футзалу. У віці 12 або 13 років почала ходити на футзальні тренування, що відбувалися на базі Полтавського національного технічного університету імені Ю. Кондратюка. Потім дічата грали в спортзалі артучилища, ПТУ № 3 на Леваді, але більшість часу проводили проводили в «Спартаку», де й відбувалися домашні ігри.
Навчалася у Полтавському національному педагогічному університеті ім. В. Г. Короленка на факультеті фізичного виховання, де й здобула 2010 року вищу освіту. Навчання закінчила із дипломом з відзнакою.  У складі жіночого футзального клубу «Ніка» (Полтава): п'ятиразова чемпіонка України, дворазова володарка Кубка України, дворазова бронзова призерка Кубка СНД, дворазова володарка Кубка світу серед клубних команд (обидва турніри відбулися в Бельгії), найкращий бомбардир Кубка світу серед клубних команд (2006).
Пригадує, що десь на третьому курсі через травму (отриману у грі між лідерами чемпіонату країни) покинула професіональні виступи. Із 2010 року працює у ДЮСШ ім. О. Бутовського на посаді тренера-викладача з футзалу з групами початкової та попередньо-базової підготовки. Тренер жіночої команди КДЮСШ №8 (Харків) у першій лізі України з футболу в сезоні 2016/17,тренер жіночої команди ДЮСШ ім.О.Бутовського (Полтава) у першій лізі Чемпіонату України з футзалу.